# St. Michael (Ehenfeld)

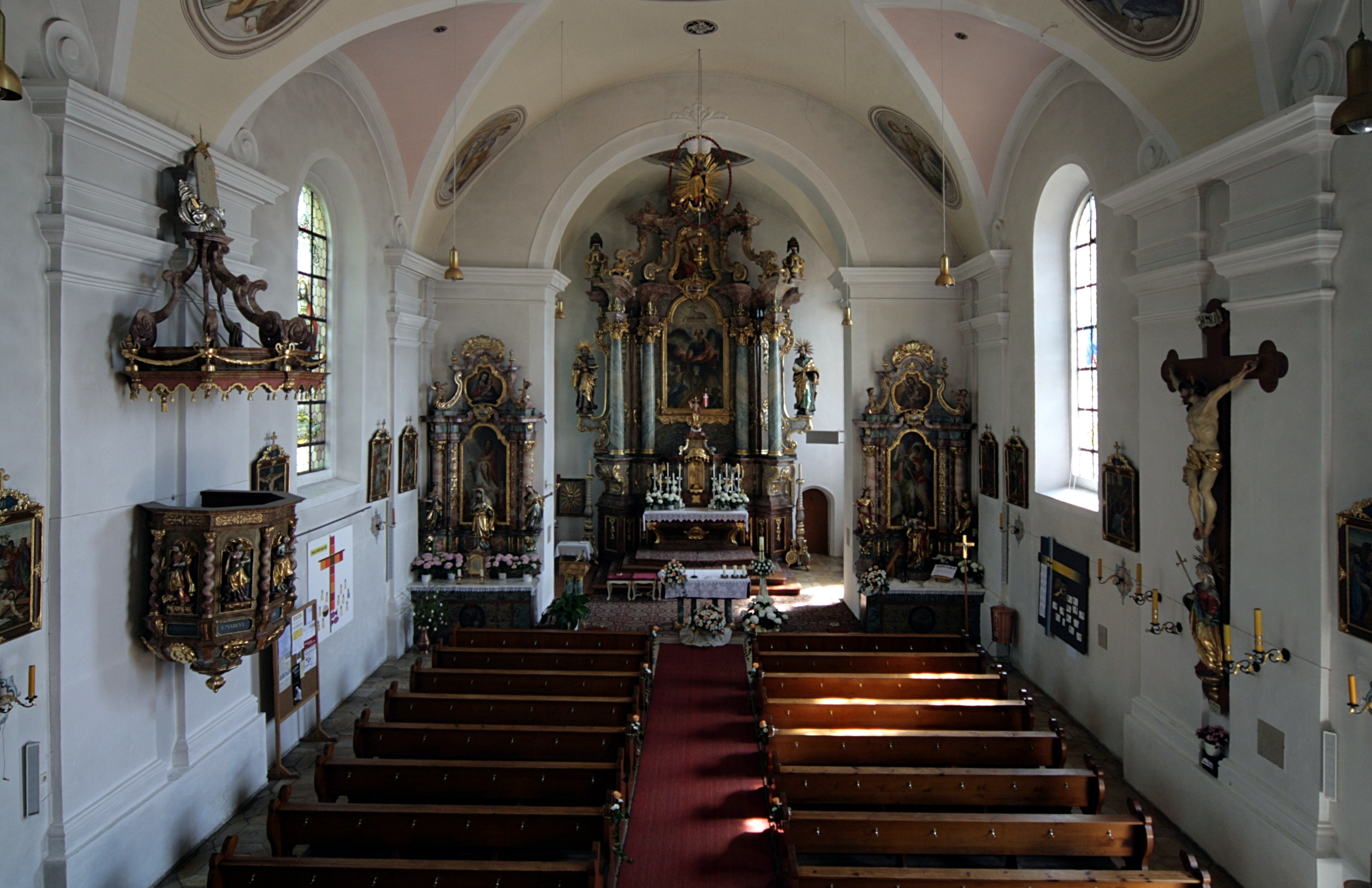
Innenansicht

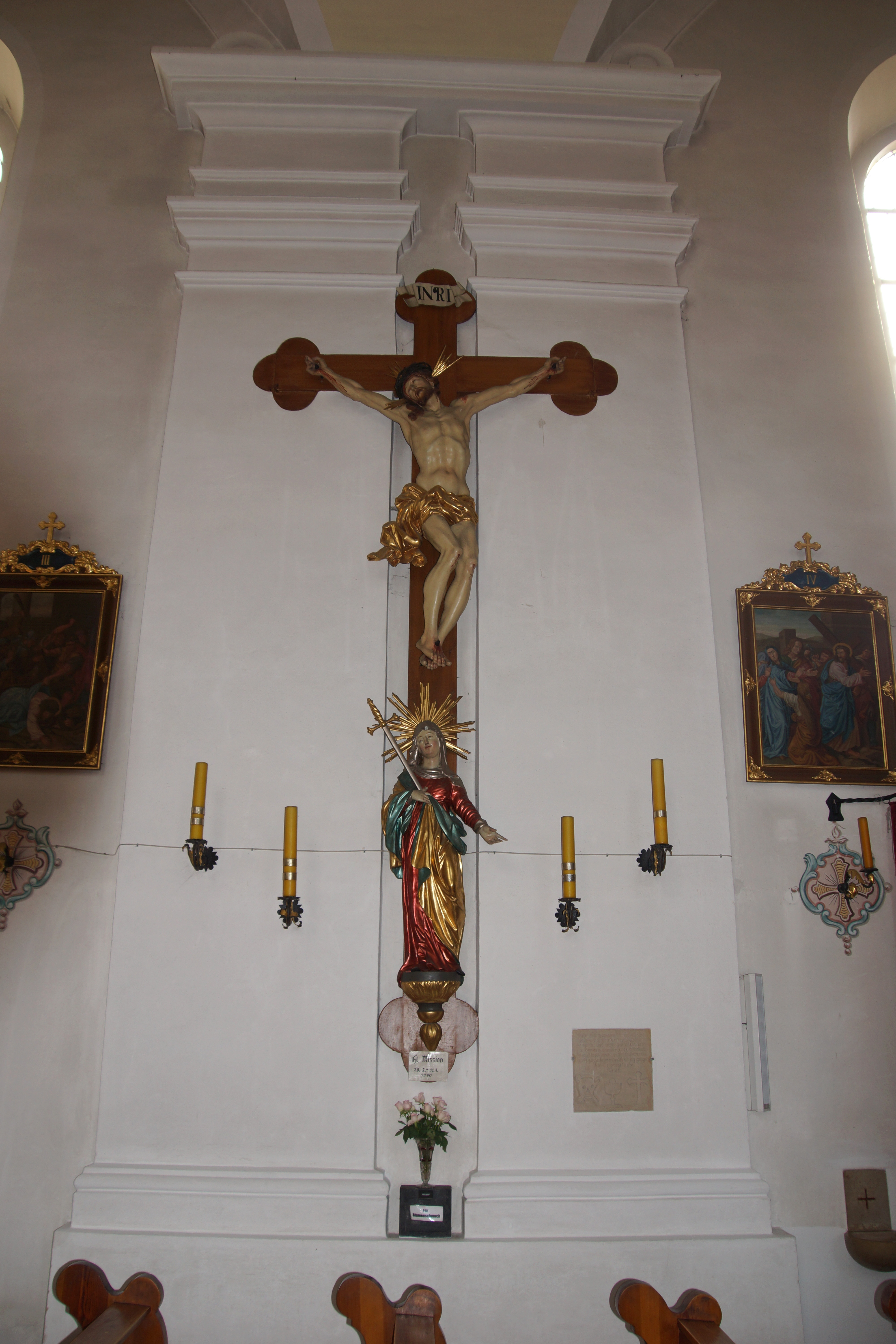
Kruzifixus

Die katholische Pfarrkirche St. Michael befindet sich in Ehenfeld, einem Ortsteil der Stadt Hirschau im Landkreis Amberg-Sulzbach in der Oberpfalz (Bayern). Die Kirche gehört zur Pfarrgemeinschaft Hirschau/Ehenfeld im Bistum Regensburg und ist unter D-3-71-127-37 in die Denkmalliste eingetragen.

## Geschichte
Die Kirche steht auf einer Anhöhe in einem früher befestigten Friedhof, von dem ein gotischer Torturm im Nordosten erhalten geblieben ist. Von der mittelalterlichen Kirche sind der Turm mit dem ursprünglichen Chor erhalten geblieben, der heute als Sakristei verwendet wird, sowie Mauerreste an der Südseite des Langhauses.
Die romanische Kirche entstand zur Wende zum 13. Jahrhundert. Die Kirche verkörperte den Typus einer Chorturmkirche. Der heute vermauerte Chor öffnete sich zu dem im Westen anschließenden Langhaus. Anfangs wurde der Chorraum nur durch ein schmales und ausgeschrägtes Fenster an der Ostseite erleuchtet, in gotischer Zeit wurde noch ein Fenster an der Südseite ausgebrochen. Das Langhaus wurde unter Einbeziehung des Chores nach dem Mittelalter völlig erneuert, unter anderem im 15., 16./17. Jahrhundert und 1782. Nördlich des Turms wurde ein neuer Chor geschaffen und der alte zu einer Sakristei umfunktioniert. Der Turm rückte damit von den Mittelachse des nach Norden und Osten erweiterten Langhauses an die Südostecke ab.
1962 wurde eine Freilegung und Restaurierung der Fresken im Turm und eine Renovierung des Wehrturms vorgenommen. In den Jahren 1983/1984 und 2006 erfolgte eine Außenrenovierung.

## Architektur

### Äußeres
Die Kirche ist ein mit einem Satteldach gedeckter Saalbau mit einem Chor in gleicher Breite, an der Ostseite steht der Turm mit Zeltdach und Laterne. Auf der Nordseite befindet sich der Sakristeianbau des 15. Jahrhunderts, am Langhaus und am verbreiterten Westabschnitt sind Strebepfeiler aus Sandsteinquadern angeordnet. Die Westfront ist mit Rundfenstern und mit einem durch Gesimse gegliederten Treppengiebel versehen.

### Inneres
Das Kircheninnere ist durch Tonnengewölbe mit Stichkappen abgeschlossen. Die barockisierenden Deckenfresken wurden 1948 vom Münchner Kunstmaler Josef Wittmann gemalt. Die Chorfresken zeigen die Allegorie der Liebe, die Fresken im Langhaus die Immaculata mit Michael (Sturz Luzifers) und Georg, Engelskonzert und sechs Tugenden. Auch das Ölbild im Hauptaltar Michael als Seelengeleiter und Trinität, das linke Seitenaltarbild Enthauptung Barbara und das rechte Seitenaltarbild Georg sind von Josef Wittmann. Die Entwürfe zu den Altarbildern haben sich erhalten und befinden sich mit seinen Entwürfen zur kirchlichen Malerei im Diözesanmuseum Regensburg. Glasmalereien im Stil der Nazarener wurden 1918 eingesetzt.

### Wandmalereien
1962 wurden Fresken im Turmuntergeschoss entdeckt. Sie waren unter einer dicken Weißschicht verborgen, wobei man annimmt, dass dies bereits im 16. Jahrhundert zur Zeit des calvinischen Bildersturms geschah.
Im Erdgeschoss des Turms auf der Westseite ist der romanische halbkreisförmige Chorbogen auf unterschiedlich gestalteten Kämpfern erhalten. Ein gotisches Kreuzrippengewölbe ist auch im nördlich anschließenden Raum erhalten.
Auf der Nord- und Südseite sind fragmentarische Wandgemälde des 13. Jahrhunderts erhalten, die den Schulgang Jesu nach der Legende und den Erzengel Gabriel darstellen. Ein Bild an der Südwand neben der Eingangstüre stellte die Heilige Familie dar und zählt ebenfalls zu der ältesten Malschicht. Darüber ist umlaufend auf allen Seiten eine spätgotische Ausmalung aus der zweiten Hälfte des 15. Jahrhunderts zu sehen. Dargestellt sind ein Apostelfries, darüber Kirchenlehrer, das Weltgericht, die Heiligen Nikolaus, Ägidius und Nicasius. In den Gewölbefeldern sind die vier Evangelistensymbole mit dekorativer Maßwerkornamentik dargestellt. An der Laibung des vermauerten Chorbogens ist das Gleichnis von den klugen und törichten Jungfrauen dargestellt.

## Ausstattung
Der Hochaltar wurde 1791 vom Schreiner Leonhard Bacher und vom Bildhauer Friedrich Wagner geschaffen. Der viersäulige Aufbau ist mit Verzierungen in den spätesten Rokokoformen und mit Seitenfiguren der Apostelfürsten versehen. Die Seitenaltäre sind um 1730 als konkave Säulenretabel mit Seitenfiguren gestaltet worden und zeigen die Heiligen Katharina und Margareta im Norden und die Heiligen Sebastian und Florian im Süden.
Die Kanzel stammt aus der zweiten Hälfte des 17. Jahrhunderts und ist mit Figuren der Evangelisten zwischen gewundenen Säulen gestaltet.
An der Südwand des Langhauses ist ein ausdrucksstarker Kruzifixus aus der Mitte des 18. Jahrhunderts angebracht. Die Taufschale aus Kupfer stammt aus dem 16. Jahrhundert und ist mit einem Relief der Verkündigung versehen.

### Orgeln

#### Wilhelm Hepp
Am 1. August 1818 hatte der Amberger Bürger und Orgelbauer Wilhelm Hepp eine Orgel mit 8/I/P für 500 fl. angeboten. Die Regierung des Regenkreises ließ vom Orgelbauer Adam Ehrlich d. Ä (Wiesent, 1777 bis 1848) eine Alternative ausarbeiten. Am 7. Januar 1819 bot er die gleiche Disposition (sogar mit einer Quinte 3') für 345 fl. an. Die Kuralgemeinde Ehenfeld bestand jedoch auf Hepp „wegen der nahen Lage der Stadt und der bekannten Solidität dieses Orgelbauers“. Am 30. August 1819 durfte der Auftrag erteilt werden. Die Disposition lautete:
| Manual CDEFGA–c3 |                 |       |
| 1.               | Koppel          | 8′    |
| 2.               | Solicinal       | 8′    |
| 3.               | Principal       | 4′    |
| 4.               | Flauten gedeckt | 4′    |
| 5.               | Octava          | 2′    |
| 6.               | Quint           | 1 ⁄2′ |
| 7.               | Mixtur III      | 1′    |

| Pedal CDEFGA–a0 |            |    |  |
| 8.              | Violonbass | 8′ |  |

#### Eduard Hirnschrodt

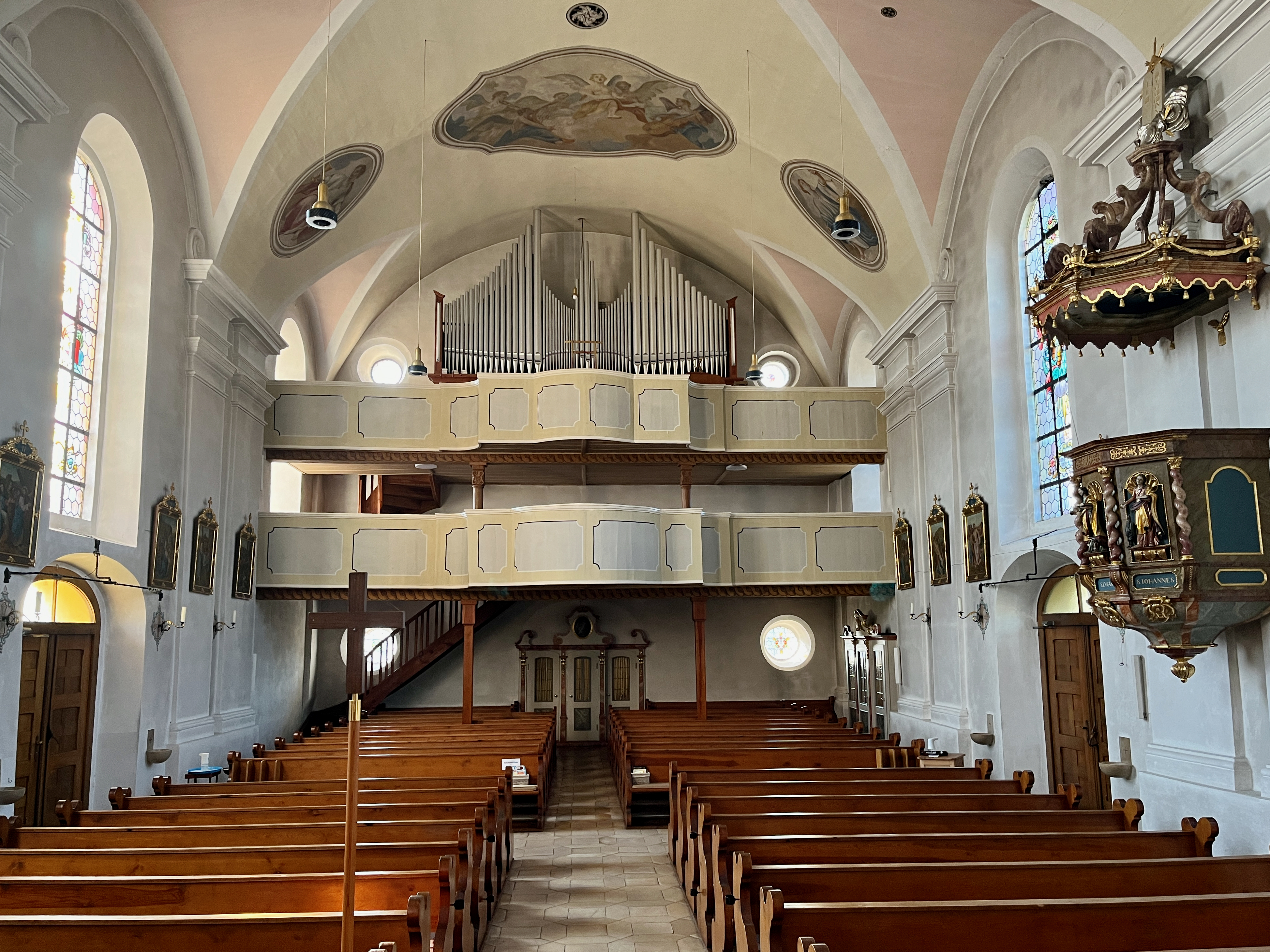
Blick zum Freipfeifen-Prospekt der Hirnschrodt-Orgel

Die derzeitige Orgel (2024) wurde 1960 durch Eduard Hirnschrodt als dessen op. 68 eingebaut. Sie hat 16/II/P mit elektropneumatischen Kegelladen, imposant der gelungene Freipfeifenprospekt. Die Disposition lautet:
| I Manual C–g3 |              |       |
| 1.            | Principal    | 8′    |
| 2.            | Weidenpfeife | 8′    |
| 3.            | Holzflöte    | 4′    |
| 4.            | Oktave       | 2′    |
| 5.            | Mixtur IV–V  | 1 ⁄3′ |

| II Manual C–g3 |                      |              |
| 6.             | Gedackt              | 8′           |
| 7.             | Spitzviola           | 8′           |
| 8.             | Ital. Principal      | 4′           |
| 9.             | Nachthorn            | 2′           |
| 10.            | Sesquialt.           | 2 ⁄3′+1 3⁄5′ |
| 11.            | Sifflöte             | 1 ⁄3′        |
| 12.            | Scharff Cymb. III–IV | 1′           |

| Pedal C–f1 |            |       |
| 13.        | Subbass    | 16′   |
| 14.        | Oktavbass  | 8′    |
| 15.        | Pommer     | 4′    |
| 16.        | Rauschbass | 2 ⁄3′ |

Das Manual II ist schwellbar.
Koppeln: II–I, I–P, II–P